# السرب (فلم)
السرب هو فيلم دراما حربي مصري من إخراج أحمد نادر جلال وتأليف عمرو عبد الحليم وبطولة أحمد السقا،عمرو عبد الجليل،محمد ممدوح،نيللي كريم،شريف منير ودياب.
بدأ عرض الفيلم في الأول من مايو 2024.

## نبذة
يتناول الفيلم للغارات المصرية على تنظيم الدولة في ليبيا التي جاءت إثر حادثة إعدام الأقباط المصريين عام 2015.

## الدعاية
تم عرض برومو الفيلم في 15 فبراير 2021.

## تسريب الفيلم
في 26 فبراير 2021 قام اليوتيوبر والناشط المصري عبد الله الشريف بتسريب أجزاء من سيناريو الفيلم عبر قناته على يوتيوب.

## وصلات خارجية
- مقالات تستعمل روابط فنية بلا صلة مع ويكي بيانات